# Svetlen (Targovisjte)
Svetlen (Bulgaars: Светлен) is een dorp in het noordoosten van Bulgarije. Het is gelegen in de gemeente Popovo, oblast Targovisjte. Het dorp ligt 249 kilometer ten oosten van Sofia. Op 31 december 2019 telde het dorp Svetlen 781 inwoners.

## Bevolking
|  |

Van de 933 inwoners reageerden er 816 op de optionele volkstelling van 2011. Van deze 816 respondenten identificeerden 518 personen zichzelf als etnische Bulgaren (63,5%), gevolgd door 280 Bulgaarse Turken (34,3%), 12 Roma (1,5%) en 6 ondefinieerbare persoon (0,7%).